# Neocoryphus niger
Genre
Espèce
Neocoryphus niger, unique représentant du genre Neocoryphus, est une espèce d'opilions laniatores de la famille des Assamiidae.

## Distribution
Cette espèce est endémique de Côte d'Ivoire. Elle se rencontre vers la station d'écologie de Lamto.

## Description
Le mâle holotype mesure 5,2 mm.

## Publication originale
- Lawrence, 1965 : « A small collection of Opiliones from the Ivory Coast of West Africa. » Bulletin du Museum National d'Histoire Naturelle, sér. 2, vol. 36, no 6, p. 797–811 (texte intégral).